# Acrophymus veseyi
Acrophymus veseyi is een rechtvleugelig insect uit de familie veldsprinkhanen (Acrididae). De wetenschappelijke naam van deze soort is voor het eerst geldig gepubliceerd in 1963 door Dirsh.
1. ↑  (en) Acrophymus veseyi op de IUCN Red List of Threatened Species.